# Iglesia católica y guerra civil española
La Iglesia católica y la guerra civil española es el relato de la cuestión religiosa en la guerra civil española y del diferente papel que desempeñó la Iglesia católica en los dos bandos en conflicto, pues mientras en la zona republicana más de 6000 miembros del clero católico fueron asesinados, los templos cerrados y el culto católico perseguido, en la zona sublevada la Iglesia católica española apoyó con entusiasmo la «causa nacional», calificando la guerra como una «cruzada» o «guerra santa» en defensa de la religión y otorgando así al bando sublevado y a su jefe supremo el general Franco la legitimidad religiosa.

## Antecedentes: el conflicto entre la República y la Iglesia católica
La "cuestión religiosa" fue un tema, entre otros, que contribuyó a polarizar la vida política durante la Segunda República española. El conflicto se produjo entre los republicanos y socialistas que defendían el Estado laico plasmado en la Constitución de 1931, y especialmente en su artículo 26 (en cuyo debate de octubre de 1931, Manuel Azaña, pronunció la frase "España ha dejado de ser católica", que luego sería sacada de contexto y tergiversada) y la Iglesia católica en España, cuyo sector integrista mayoritario encabezado por el cardenal Pedro Segura y después por el cardenal Isidro Gomá, defendía a ultranza el "Estado confesional" "que impusiera por la fuerza a todos sus súbditos la profesión y la práctica de la religión católica y prohibiera cualquier otra", oponiéndose frontalmente a cualquier forma de Separación de la Iglesia y el Estado. Así, este sector interpretó las reformas republicanas como un ataque a la Iglesia.
Sin embargo, otro sector de la Iglesia encabezado por el cardenal primado de Tarragona Francisco Vidal y Barraquer y el director del diario católico El Debate, Ángel Herrera Oria, con apoyo del Vaticano a través del nuncio Tedeschini, adoptó una posición prudente ante unas circunstancias adversas basada en el "accidentalismo" según el cual lo importante eran el contenido y la orientación del régimen, no su forma de gobierno. Este sector "accidentalista" intentó -sin éxito- alcanzar algún tipo de "conllevanza" con la República laica, que había abolido los subsidios al clero, prohibido el ejercicio de la enseñanza a las órdenes religiosas (potenciando en su lugar la enseñanza pública mediante la creación de nuevas escuelas del Estado, a pesar de las dificultades económicas), e introducido el matrimonio civil, la ley de divorcio y el entierro civil.

## La Iglesia católica en la zona sublevada

### Del pronunciamiento a la cruzada
La motivación religiosa no aparece en ninguno de los bandos de pronunciamiento del golpe de Estado en España de julio de 1936 (tampoco en el que el general Franco proclamó el estado de guerra en Canarias), ni en la declaración programática de la Junta de Defensa Nacional del 24 de julio se alude a la religión ("es un manifiesto contrarrevolucionario, anticomunista y antiseparatista, en defensa del orden").
Sin embargo el conflicto pronto tomó un cariz religioso. A pesar de que la Iglesia católica española no participó en la preparación del golpe, "no es temerario decir que, en el ambiente tenso de la primavera de 1936, la casi totalidad de los obispos deseaban una intervención del Ejército que pusiera fin a tal estado de cosas". Por otro lado José María Gil Robles, el líder del partido católico la CEDA que durante las elecciones de febrero de 1936 había sido apoyado por la jerarquía eclesiástica española y por el Vaticano, entregó al general Mola unas semanas antes del golpe medio millón de pesetas de los fondos del partido "para los primeros gastos del movimiento militar... salvador de España".
La “sacralización” del pronunciamiento, la conversión del golpe de Estado en una “cruzada” o “guerra santa” en defensa de la religión, se produjo rápidamente, lo que resultó muy oportuno para legitimar y maquillar el golpe militar, aunque “no fueron los sublevados quienes solicitaron la adhesión de la Iglesia, sino que fue ésta la que muy pronto se les entregó en cuerpo y alma”. En Navarra el clero no solo apoyó con entusiasmo a los sublevados sino que muchos sacerdotes se ofrecieron como voluntarios para combatir en las columnas de requetés carlistas que se dirigían a Madrid o a Guipúzcoa. Y la "sacralización" se acentuó sobre todo cuando comenzaron a llegar a la zona sublevada las primeras noticias de la "salvaje persecución religiosa" que se había desencadenado en la zona republicana, donde el alzamiento militar había fracasado.
Enseguida los militares sublevados que en sus bandos de pronunciamiento no adujeron la defensa de la religión la utilizaron como justificación de su alzamiento. En el discurso radiado de agosto de 1936 el general Mola (en el que se refirió a la “quinta columna” interior que iba a tomar Madrid) explicó lo que pretendían los sublevados:

Se nos pregunta del otro lado que a dónde vamos. Es fácil, y ya lo hemos repetido muchas veces. A imponer el orden, a dar pan y trabajo a todos los españoles y a hacer justicia por igual, y luego, sobre las ruinas que el Frente Popular deje –sangre, fuego y lágrimas- edificar un Estado grande, fuerte y poderoso que ha de tener por galardón y remate allá en la altura una cruz de amplios brazos, señal de protección para todos. Cruz sacada de los escombros de la España que fue, pues es la cruz, símbolo de nuestra religión y nuestra fe, lo único que ha quedado a salvo entre tanta barbarie que intenta teñir para siempre las aguas de nuestros ríos con el carmín glorioso y valiente de la sangre española

El general Cabanellas, conocido masón y presidente de la Junta de Defensa Nacional, el 16 de agosto en la carta que acreditaba a Antonio Magaz como agente confidencial ante el Vaticano, hablaba de un “movimiento nacional que tanto tiene de cruzada religiosa como de rescate de la Patria frente a la tiranía de Moscú”. Pero no solo los militares sino también numerosos eclesiásticos y laicos católicos proclamaron de forma entusiasta que la guerra que estaba llevando a cabo el bando sublevado era una cruzada. Fray Justo Pérez de Urbel le dijo al general Millán Astray que el objetivo de la guerra era “rescatar a España para Dios”. José María Pemán escribió: “el humo del incienso y el humo del cañón, que sube hasta las plantas de Dios, son una misma voluntad vertical de afirmar una fe y sobre ella salvar un mundo y restaurar una civilización”. Más tarde, en 1938, publicó el “Poema de la Bestia y el Ángel”, tal vez el texto más representativo de la idea de “cruzada” aplicada a la guerra civil.

### La actitud inicial de la jerarquía eclesiástica española y de la Santa Sede

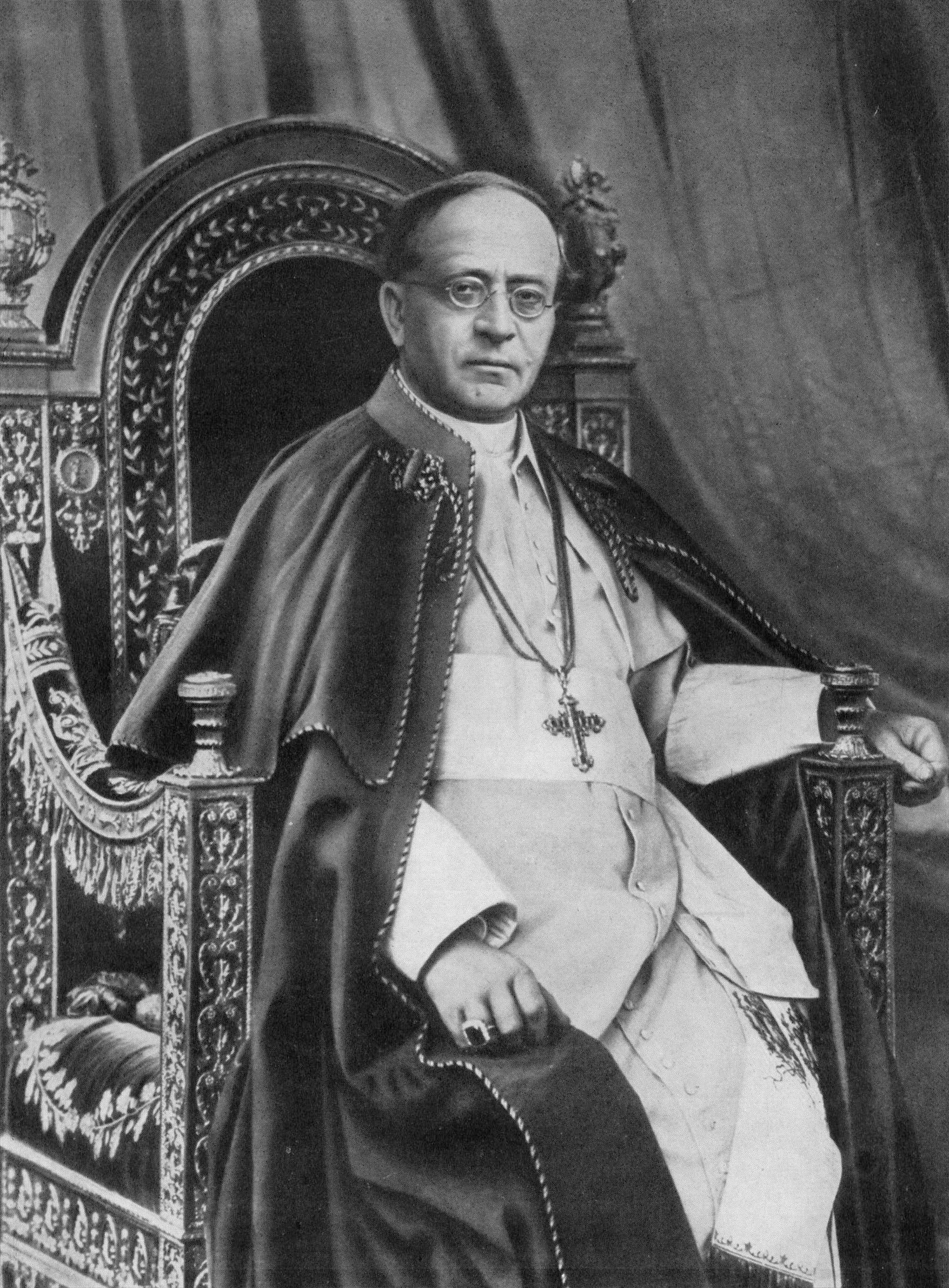
Fotografía del papa Pío XI.

La mayoría de los obispos españoles esperaron a que el Vaticano se pronunciara antes de hacer pública su visión de la guerra, pero esto no ocurrió hasta el 14 de septiembre de 1936 cuando el papa Pío XI pronunció el discurso “La vostra presenza” en su residencia veraniega de Castelgandolfo en una audiencia pública a un grupo de unos 500 católicos españoles, en su mayoría sacerdotes y religiosos (encabezados por los obispos de Cartagena, Tortosa, Vich y Urgel), que habían conseguido huir de la zona republicana, muchos de ellos gracias a la ayuda de las autoridades republicanas, especialmente de la Generalidad de Cataluña. El discurso empezó lamentando las víctimas que se habían producido en la zona republicana refiriéndose al “esplendor de virtudes cristianas y sacerdotales, de heroísmos y de martirios; verdaderos martirios en todo el sagrado y glorioso significado de la palabra” y condenó el comunismo, pero no utilizó el término de “cruzada” para referirse al conflicto bélico en España sino el de “Guerra Civil” “entre los hijos del mismo pueblo, de la misma madre patria”. Asimismo abrió un interrogante sobre la causa de los sublevados, pues tras bendecir “a cuantos han asumido la difícil y peligrosa misión de defender y restaurar los derechos y el honor de Dios y de la religión” advirtió que “muy fácilmente el esfuerzo y la dificultad de la defensa la hacen excesiva y no plenamente justificable, además de que no menos fácilmente intereses no rectos e intenciones egoísticas o de partido se introducen para enturbiar y alterar toda la moralidad de la acción y toda la responsabilidad”. Pero lo más duro para los partidarios de la “guerra santa” fue la exhortación final que hizo Pío XI a amar a los enemigos:

Amar a estos queridos hijos y hermanos vuestros, amarlos con un amor particular hecho de compasión y de misericordia, amarlos y, no pudiendo hacer otra cosa, rezar por ellos; rezar para que vuelva a sus mentes la serena visión de la verdad y sus corazones vuelvan a abrirse al deseo y a la fraterna búsqueda del verdadero bien común; rezar para que vuelvan al Padre que con gran deseo les espera, y que hará gozosísima fiesta con su retorno; rezar para que estén con nosotros, cuando dentro de poco… el arco iris de la paz aparecerá en el hermoso cielo de España, llevando el alegre anuncio a todo vuestro grande y magnífico país

La parte final del discurso del papa provocó murmullos de desaprobación entre algunos de los sacerdotes y religiosos españoles presentes porque según ellos equiparaba a los dos bandos contendientes en la guerra civil española. De hecho en la zona sublevada el discurso de Castelgandolfo se difundió ampliamente, pero mutilado. Solo se publicaron aquellos párrafos que parecían ratificar la condición de cruzada de la guerra civil y se suprimió toda la segunda parte en que se exhortaba a amar a los enemigos. Los obispos españoles, que al principio solo conocieron el discurso de Pío XI en esta versión propagandística, hicieron públicas inmediatamente encendidas pastorales a favor de los sublevados, entre las que destacó la del obispo de Salamanca Enrique Pla y Deniel publicada el 30 de septiembre de 1936, solo un día antes de que el general Franco fuera proclamado “Generalísmo” y “Jefe del Gobierno del Estado”, bajo el título “Las dos ciudades” y en la que declaraba la guerra como una “cruzada” (cuando Pla y Deniel conoció la versión completa no se retractó en absoluto de su pastoral, como tampoco lo hicieron el resto de obispos). En la pastoral Enrique Pla y Deniel presentaba la guerra como "una cruzada por la religión, la patria y la civilización", dando una nueva legitimidad a la causa de los sublevados: la religiosa. Así, el general Franco no era sólo el "jefe y salvador de la Patria", sino también el "Caudillo" de una nueva "Cruzada” en defensa de la fe católica y del orden social anterior a la proclamación de la Segunda República española.
De esta forma "Franco contó con el apoyo y bendición de la Iglesia católica. Obispos, sacerdotes y religiosos comenzaron a tratar a Franco como un enviado de Dios para poner orden en la ciudad terrenal y Franco acabó creyendo que, efectivamente, tenía una relación especial con la divina providencia". El cardenal primado de Toledo Isidro Gomá le envió a Franco un telegrama de felicitación por su nombramiento como "Jefe del Gobierno del Estado Español" y el Generalísmo en su contestación, después de decirle que "no podía recibir mejor auxilio que la bendición de Vuestra Eminencia", le pedía que rogara a Dios en sus oraciones para que "me ilumine y dé fuerzas bastantes para la ímproba tarea de crear una nueva España de cuyo feliz término es ya garantía la bondadosa colaboración que tan patrióticamente ofrece Vuestra Eminencia cuyo anillo pastoral beso". El obispo Pla y Deniel le cedió a Franco su palacio episcopal en Salamanca para que lo utilizara como su Cuartel General.
Otras manifestaciones del cardenal Isidro Gomá, arzobispo de Toledo y primado de España, abundaron en la misma idea de "cruzada":

¿La guerra de España es una guerra civil? No; una lucha de los sin Dios [...] contra la verdadera España, contra la religión católica.
La Guerra de España, 1936–1939, página 261.

[La guerra civil era un conflicto entre] España y la anti-España, la religión y el ateísmo, la civilización cristiana y la barbarie.
La Guerra de España, 1936–1939, página 261.

El papa Pío XI volvió a referirse a la situación en España en la encíclica Divini Redemptoris del 19 de marzo de 1937 en la que condenaba el comunismo y en la que dedicaba el párrafo 20 a "Los horrores del comunismo en España", en los que denunciaba los asesinatos de sacerdotes y religiosos en la zona republicana, pero siguió sin mencionar que la guerra de España fuera una cruzada, como esperaban la jerarquía eclesiástica española y las autoridades franquistas, a diferencia de lo que haría pocos días después en la encíclica Firmissimam constantiam del 28 de marzo en la que justificaba el recurso a la fuerza armada de los cristeros mexicanos. Días antes de esta dos encíclicas Pío XI había acabado Mit brennender Sorge del 14 de marzo, "sobre la situación de la Iglesia en Alemania" en la que denunciaba el nazismo. De la misma forma que en la zona sublevada se difundió ampliamente en párrafo sobre "Los horrores del comunismo en España" de la encíclica en que Pío XI condenaba el comunismo, se prohibió la difusión de la encíclica en la que se condenaba el nazismo, uno de los aliados del general Franco.
La consecuencia de todo ello fue una íntima alianza entre la Iglesia católica y los sublevados que se reflejará en una colaboración recíproca para lograr sus respectivos intereses. Esto dará lugar a una ideología particular del régimen, el nacionalcatolicismo, con los consiguientes cambios en la zona sublevada como la obligatoriedad de la religión en la enseñanza primaria y secundaria, o la imposición del crucifijo en institutos y universidades. El Generalísimo utilizó, por su parte, la fe católica para legitimar su Cruzada, siendo desde finales de la guerra obligatorio en las escuelas el Catecismo Patriótico Español del obispo Menéndez-Reigada (sin imprimátur, y con sus conocidas proclamas antisemitas y antidemocráticas); y según el socialista Juan Simeón Vidarte también se llegó a modificar el catecismo del padre Ripalda, agregando al quinto mandamiento (no matarás) las siguientes palabras: a no ser que sean rojos, o enemigos del glorioso movimiento.
En conclusión, la Iglesia católica en España legitimó el discurso de los sublevados con la idea de la cruzada, sirviendo los obispos y sacerdotes como capellanes a los combatientes franquistas, administrándoles los sacramentos y bendiciendo las armas y las banderas de los regimientos que partían al frente. Se sintió enormemente aliviada por el triunfo de las tropas de Franco, y recibió, además, la compensación económica que supuso el restablecimiento del presupuesto del clero en octubre de 1939.

### El problema del País Vasco

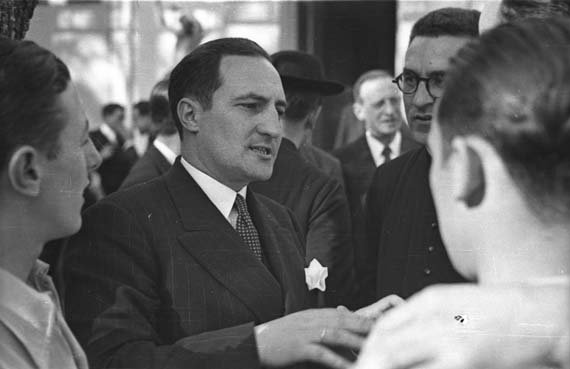
El lehendakari Aguirre en el exilio francés (abril de 1939).

El Partido Nacionalista Vasco (PNV), un partido católico, no se sumó al movimiento militar sino que permaneció fiel a la República (el 1 de octubre de 1936 las Cortes españolas de la República aprobaron el Estatuto de Autonomía del País Vasco, formándose a continuación un gobierno vasco presidido por el peneuvista José Antonio Aguirre) por lo que en el País Vasco republicano (que comprendía Vizcaya y Guipúzcoa) no hubo persecución religiosa (aunque en los primeros momentos algunos sacerdotes fueron asesinados por extremistas de izquierda), ninguna iglesia fue incendiada ni clausurada y el culto católico se desarrolló con normalidad. El mantenimiento del católico PNV dentro del bando republicano, lo que echaba por tierra la concepción de la guerra civil como una "cruzada" defendida por el bando sublevado, motivó que el 6 de agosto de 1936, solo tres semanas después del golpe de julio, el obispo de Vitoria (cuya diócesis abarcaba entonces también Vizcaya y Guipúzcoa, además de Álava) Mateo Múgica y el obispo de Pamplona Marcelino Olaechea, publicaran conjuntamente una "Instrucción Pastoral" (que en realidad había sido escrita por el cardenal primado de Toledo Isidro Gomá) en la que instaban a los nacionalistas vascos a que pusieran fin a su colaboración con la República. Los argumentos que aparecen en ella son similares a los que utilizó el cardenal Gomá en su subsiguiente polémica con los nacionalistas vascos, y particularmente con el lehendakari José Antonio Aguirre en su Respuesta obligada: Carta abierta al Sr. D. José Antonio Aguirre hecha pública en enero de 1937:

No es lícito, en ninguna forma, en ningún terreno, y menos en la forma cruentísima de la guerra, última razón que tienen los pueblos para imponer su razón, fraccionar las fuerzas católicas ante el común enemigo... Menos lícito, mejor, absolutamente ilícito es, después de dividir, sumarse al enemigo para combatir al hermano, promiscuando el ideal de Cristo con el de Belial, entre los que no hay compostura posible... Llega la ilicitud a la monstruosidad cuando el enemigo es este monstruo moderno, el marxismo o comunismo, hidra de siete cabezas, síntesis de toda herejía, opuesto diametralmente al cristianismo en su doctrina religiosa, política, social y económica...

El amor al Dios de nuestros padres ha puesto las armas en mano de la mitad de España aún admitiendo motivos menos espirituales en la guerra; el odio ha manejado contra Dios las de la otra mitad... De hecho no hay acto ninguno religioso de orden social en las regiones ocupadas por los rojos; en las tuteladas por el ejército nacional la vida religiosa ha cobrado nuevo vigor...

...Cuente los miles que han sido villanamente asesinados en las tierras todavía dominadas por los rojos. Es endeble su catolicismo en este punto, señor Aguirre, que no se rebela ante esta montaña de cuerpos exánimes, santificados por la unción sacerdotal y que han sido profanados por el instinto infrahumano de los aliados de usted; que no le deja ver más que una docena larga, catorce, según lista oficial —menos del dos por mil— que han sucumbido víctimas de posibles extravíos políticos, aún concediendo que hubiese habido extravío en la forma de juzgarlos.

Los sacerdotes a los que hace referencia el cardenal Gomá y cuya muerte en cierta forma justifica ("han sucumbido víctimas de posibles extravíos políticos, aún concediendo que hubiese habido extravío en la forma de juzgarlos", dice Gomá), fueron asesinados en las primeras semanas de la guerra por los "nacionales", y no por los "rojos", por ser "separatistas", lo que motivó las protestas del obispo de Vitoria Mateo Múgica Urrestarazu. La respuesta de la Junta de Defensa Nacional fue exigir al Vaticano que fuera destituido de su obispado y abandonara España, a pesar de haber apoyado el "alzamiento" y haber suscrito la "Instrucción Pastoral" del 6 de agosto. Después de dos meses de presiones y amenazas, el Vaticano ordenó finalmente el 14 de octubre de 1936 al obispo Múgica que abandonara Vitoria y España, aunque cuando llegó a Roma, por consejo del también exiliado cardenal Vidal y Barraquer, no renunció al cargo. Sin embargo la promesa del papa Pío XI a Múgica de defender sus derechos, dignidad y honor solo se cumplió hasta que el País Vasco no fue ocupado por las fuerzas sublevadas. El 19 de junio de 1937, solo cuatro días después de la caída de Bilbao, el Papa nombró un administrador apostólico para la sede de Vitoria, sin ni siquiera habérselo comunicado al obispo Múgica, que "por el momento" seguía sin poder volver a la "España nacional". El obispo Múgica, como el cardenal Vidal y Barraquer, se negó a suscribir la "Carta colectiva del Episcopado Español" de 1 de julio de 1937 que fue hecha pública al mes siguiente porque en ella se decía que la represión en la "España nacional" se regía por el principio de justicia.
La represión que los sublevados ejercieron en el País Vasco recién ocupado también incluyó a numerosos sacerdotes vascos "separatistas" que fueron encarcelados por el delito de "rebelión". El delegado papal en la "España nacional" monseñor Ildebrando Antoniutti, aunque colaboró activamente con la propaganda franquista antivasca, intervino en favor de algunos de los miembros del clero presos, como unos religiosos pasionistas confinados en Vitoria y unos sesenta sacerdotes y religiosos encarcelados en Bilbao. También hizo gestiones con obispos del sur de España para que recibieran en sus diócesis a sacerdotes vascos a quienes las autoridades franquistas no permitían que ejercieran su ministerio en el País Vasco.

### La carta colectiva del episcopado español a los obispos de todo el mundo (julio-agosto de 1937)
La Carta Colectiva del Episcopado español a los obispos del mundo entero fue un documento de los obispos españoles, cuyo objetivo era informar a los católicos de fuera de España de la postura que había tomado la Iglesia católica en España en la Guerra Civil. Llevaba fecha de 1 de julio de 1937, cuando se cumplía casi un año del inicio de la guerra, pero no se divulgó hasta mediados de agosto "con la intención de obtener la firma de los pocos obispos recalcitrantes, y también para que los obispos de todo el mundo, a los que la carta se dirigía, la hubieran recibido cuando la prensa la diera a conocer al gran público". Fue redactada por el cardenal primado de Toledo Isidro Gomá a instancias del generalísimo Franco que le pidió al cardenal el 10 de mayo de 1937 que, dado que el episcopado español le apoyaba, publicara "un escrito que, dirigido al episcopado de todo el mundo, con ruego de que procure su reproducción en la prensa católica, pueda llegar a poner la verdad en su punto". La "verdad" que pretendía el general Franco que se difundiera en este documento estaba destinada a contrarrestar la condena hecha por amplios sectores del catolicismo europeo y americano más avanzado de los asesinatos cometidos por los "nacionales" de catorce sacerdotes en el País Vasco y de miles de obreros y campesinos en toda la zona sublevada, además de su rechazo a considerar a la guerra civil española como una cruzada o guerra santa.
Y logró Franco plenamente su objetivo porque los obispos de prácticamente todo el mundo adoptaron en adelante el punto de vista del bando sublevado sobre la guerra civil española, en especial por su descripción de la persecución religiosa desencadenada en la zona republicana. Como escribió un colaborador de la Oficina Nacional de Propaganda franquista "la carta de los obispos españoles es más importante para Franco en el extranjero que la toma de Bilbao o Santander". Así pues "se produjo plenamente la manipulación propagandística que el cardenal Vidal y Barraquer había temido", y que le había llevado, entre otras razones, a no suscribir la carta colectiva.
Además del obispo de Menorca Juan Torres y Ribas, confinado en su isla, el cardenal Pedro Segura y Sáenz, exiliado en Roma, y el obispo de Orihuela-Alicante, el vasco Javier Irastorza Loinaz, exiliado en Gran Bretaña, no firmaron la Carta colectiva ni el obispo de Vitoria Mateo Múgica ni el cardenal primado de Tarragona Vidal y Barraquer. El obispo de Vitoria Mateo Múgica Urrestarazu (que había sido expulsado de España por orden de la Junta de Defensa Nacional por haber protestado por el asesinato de 14 sacerdotes vascos por los "nacionales"), "no podía firmar un documento en el que, respondiendo a la acusación de que en la zona franquista también había una dura represión, se elogiaban los principios de justicia y el modo de aplicarla de los tribunales militares".
El caso del cardenal Vidal y Barraquer, que no firmó la carta y "que pagaría su negativa con la muerte en el exilio", es sin duda el más significativo de los cinco porque se trataba tal vez de la figura más destacada de aquel momento de la Iglesia católica en España. La negativa a firmar la carta se basó en dos argumentos: que era un documento "propio para propaganda... poco adecuado a la condición y carácter de quienes han de suscribirlo" y al que "se le dará una interpretación política por su contenido y por algunos datos o hechos en él consignados"; y en segundo lugar, porque su publicación podría empeorar la difícil situación que ya vivían los eclesiásticos que se hallaban en la zona republicana. También aducía el cardenal el origen del documento, complacer la petición del general Franco, pues juzgaba peligroso "aceptar sugerencias de personas extrañas a la jerarquía en asuntos de su incumbencia". Pero la razón fundamental de la negativa del cardenal Vidal y Barraquer fue que "creía que en aquella guerra fratricida la Iglesia no debía identificarse con ninguno de los dos bandos, sino más bien hacer obra de pacificación. Así lo exponía repetidamente en sus cartas al cardenal Pacelli, Secretario de Estado".
También pagaron con el exilio eclesiásticos menores e intelectuales de fuste, como el canónigo y amigo del futuro cardenal Vicente Enrique y Tarancón José Manuel Gallegos Rocafull, que defendió activamente la inocencia de la República en la represión religiosa y había asistido a la terrible represión fascista en Córdoba, que según algunos superó el doble de muertos de la más divulgada de Paracuellos. En 1937 publicó el folleto La carta colectiva de los obispos facciosos: Réplica y cuando pasa a París, continua su apoyo a la República, tanto en sus obras, como con su colaboración en la revista Esprit, órgano de la izquierda católica intelectual, en la que sostuvo su tesis contra el concepto de “Cruzada Nacional” aplicada por el episcopado español a la Guerra Civil. Entre sus amigos se encontraban Emmanuel Mounier, fundador de la antes dicha revista Esprit, o el filósofo Jacques Maritain, al que valora como pensador pero más como persona. El papa presionó para que se callara y fue suspendido a divinis por su obispo. Tuvo que exiliarse en México, donde dio clases en la UNAM. La iglesia mexicana consiguió levantarle esa suspensión.

### La Iglesia de la Victoria

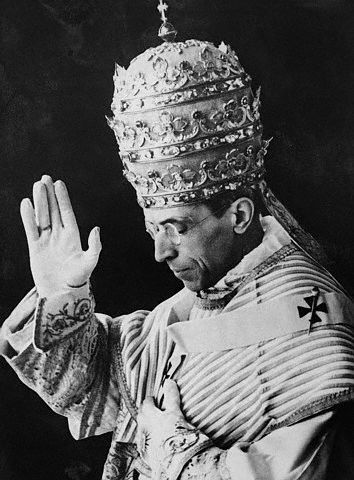
Coronación del papa Pío XII en marzo de 1939

En medio del derrumbe del frente de Aragón que iba dividir en dos la zona republicana con la llegada de los "nacionales" a Vinaroz el 15 de abril de 1938, el Vaticano decidió reconocer plenamente al gobierno de Burgos y nombrar un nuncio que sustituiría al "delegado papal" Ildebrando Antoniutti, que desde julio de 1937 había detentado la representación pontificia ante el generalísimo Franco. El designado por el papa Pío XI fue monseñor Gaetano Cicognani, que acababa de perder su puesto de nuncio en Viena por la Anschluss (anexión) de Austria por Hitler. Presentó sus cartas credenciales a Franco el 24 de mayo, junto con el recién nombrado embajador de Portugal, "con toda la pompa", y un mes después, el 30 de junio, hacía lo mismo "en solemnes audiencia" ante Pío XI el embajador de la "España nacional" ante el Vaticano, José Yanguas Messía.
Poco antes del fin de la guerra, el que ya se perfilaba como nuevo régimen franquista decidió aprovechar la colaboración de los sacerdotes católicos y la información de sus archivos parroquiales para llevar a cabo su represión contra simpatizantes republicanos. La Ley de Responsabilidades Políticas de 9 de febrero de 1939 requería, para poder dar por concluidas sus investigaciones contra sospechosos de ser "izquierdistas", informes de las fuerzas policiales, la Falange, el alcalde y, además, el párroco de la localidad del acusado.
Cuando se produjo el triunfo de los "nacionales" en la guerra, la "Iglesia española, que se había adherido masivamente al alzamiento, se volcó con entusiasmo en las fiestas de la victoria sobre la otra media. Y la misma Santa Sede, que durante la mayor parte del conflicto se había mostrado tan reticente, al final se sumó también a las celebraciones".
El 1 de abril de 1939, el mismo día en que el generalísmo Franco emitió el famoso "último parte" en el que proclamaba "la guerra ha terminado", el papa Pío XII (el cardenal Pacelli que el día 2 de marzo había sido nombrado papa tras la muerte de Pío XI) felicitaba telegráficamente a Franco por su "victoria católica":

Levantando nuestro corazón al Señor, agradecemos sinceramente, con Vuestra Excelencia, deseada victoria católica España. Hacemos votos porque este queridísimo país, alcanzada la paz, emprenda con nuevo vigor sus antiguas tradiciones, que tan grande lo hicieron. Con estos sentimientos, efusivamente enviamos a Vuestra Excelencia y a todo el pueblo español nuestra apostólica bendición.-Pío XII

Franco le contestó inmediatamente:

Inmensa emoción me ha producido telegrama de vuestra Santidad con motivo victoria total de nuestras armas, que en heroica cruzada han luchado contra enemigos de la Religión y de la Patria y de la civilización cristiana. El pueblo español, que tanto ha sufrido, eleva también con vuestra Santidad su corazón al Señor, que le dispensó su gracia, y le pide protección para su gran obra del porvenir. (...)

Dos semanas después, el 16 de abril de 1939, Radio Vaticano difundió un mensaje leído por el propio papa Pío XII que comenzaba con la frase Con inmenso gozo y en el que también hacía referencia a la "victoria" de los que "se habían propuesto la difícil tarea de defender y restaurar los derechos y el honor de Dios y de la Religión". El mensaje comenzaba así:

Con inmenso gozo nos dirigimos a vosotros, hijos queridísimos de la Católica España, para expresaros nuestra paterna congratulación por el don de la paz y de la victoria, con que Dios se ha dignado coronar el heroísmo cristiano de vuestra fe y caridad, probado en tantos y tan generosos sufrimientos

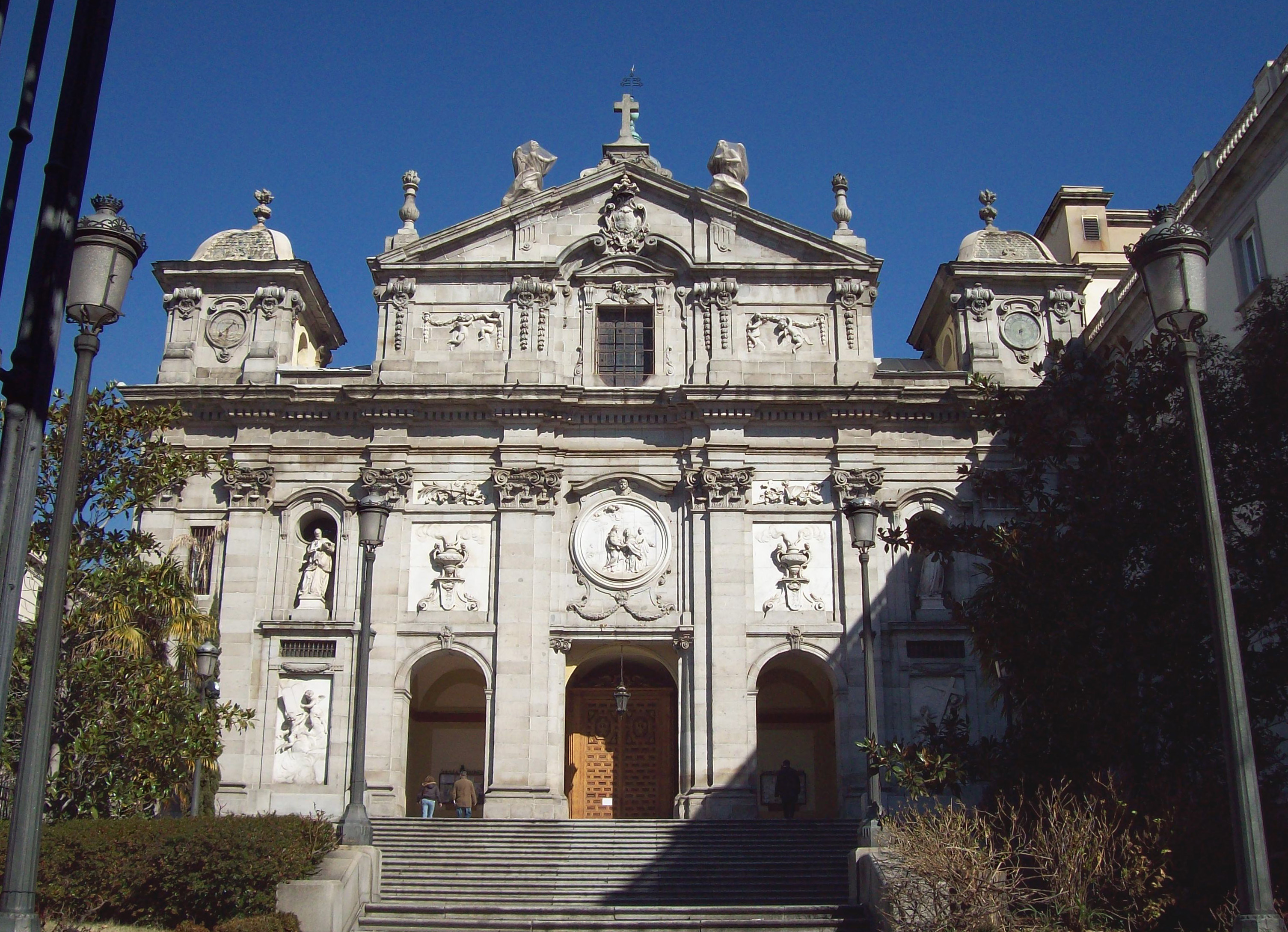
Exterior de la iglesia de Santa Bárbara, donde tuvo lugar la ceremonia de exaltación del Caudillo.

El 20 de mayo de 1939, un día después del desfile de la Victoria presidido en Madrid por Franco, tuvo lugar en la Iglesia de Santa Bárbara de Madrid) una ceremonia "medievalizante que quería representar en forma de drama sacro la ideología de la guerra santa que acababa de concluir" en la que el general Franco con uniforme de capitán general, camisa azul (de Falange) y boina roja (de los requetés) acompañado de su esposa entró bajo palio en el templo (mientras el órgano hacía sonar el himno nacional) donde ofrendó la espada de la victoria a Dios. Tras depositar la espada ante los pies del Santo Cristo de Lepanto, traído expresamente desde Barcelona, Franco dijo:

Señor acepta complacido el esfuerzo de este pueblo, siempre tuyo, que conmigo, por Tu Nombre, ha vencido con heroísmo al enemigo de la Verdad en este siglo. Señor Dios, en cuya mano está todo Derecho y todo Poder, préstame tu asistencia para conducir a este pueblo a la plena libertad del Imperio para gloria tuya y de Tu Iglesia. (...)

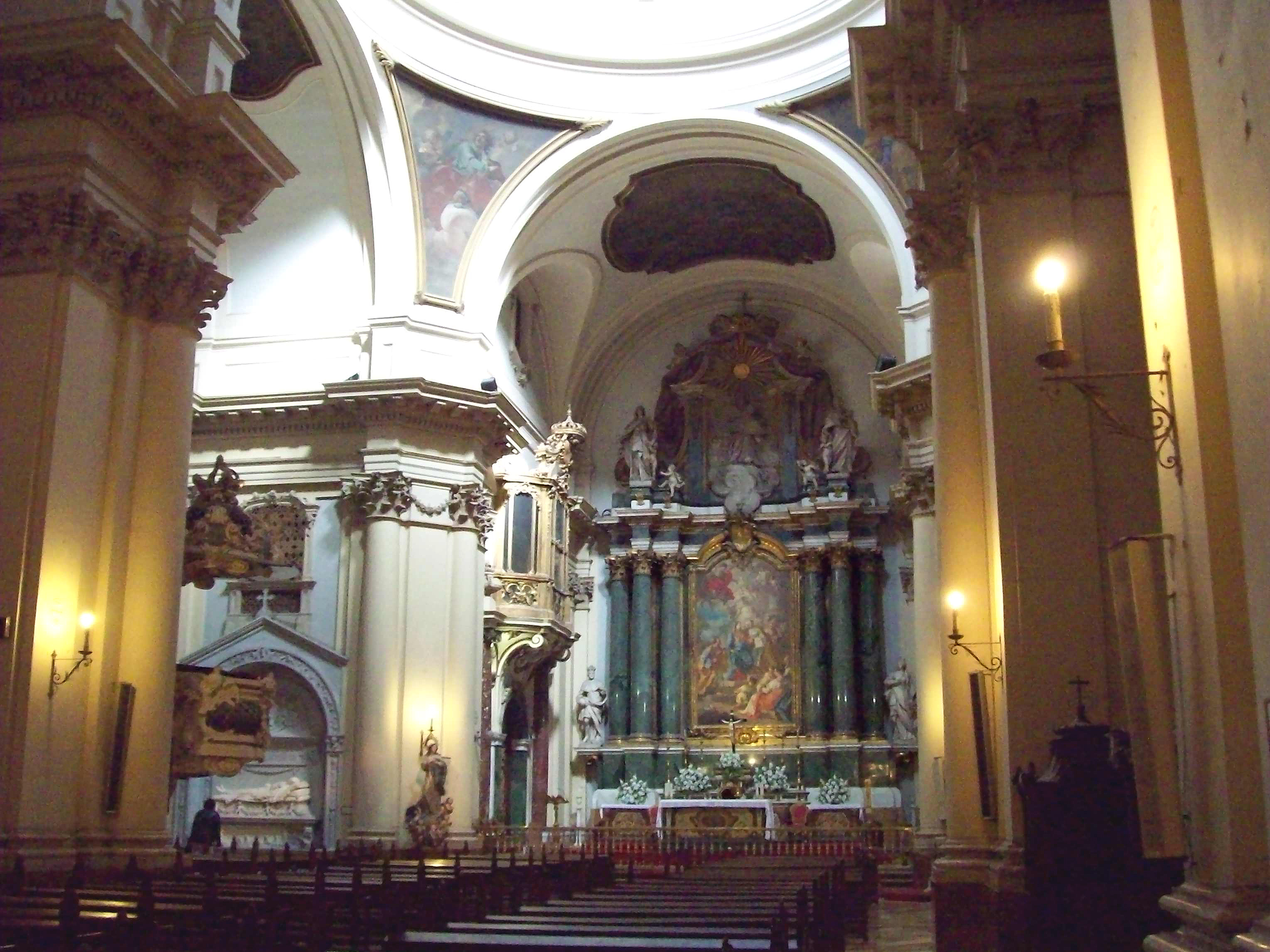
Interior de la iglesia de Santa Bárbara.

A continuación el cardenal Gomá, que presidía la ceremonia acompañado de diecinueve obispos (y en presencia del nuncio del Vaticano monseñor Cicognani), bendijo al "Caudillo" hincado de rodillas ante él:

El señor sea siempre contigo. Él, de quien procede todo Derecho y todo Poder y bajo cuyo imperio están todas las cosas, te bendiga y con amorosa providencia siga protegiéndote, así como al pueblo cuyo régimen te ha sido confiado. Prenda de ello sea la bendición que te doy en el Nombre del Padre y del Hijo y del Espíritu Santo

Luego el Generalísimo y el cardenal primado se fundieron en un fuerte abrazo. Al día siguiente el diario Arriba publicó: "Después de la Victoria, la Iglesia, el Ejército, el Pueblo, han consagrado a Franco Caudillo de España".
Finalmente, el 11 de junio de 1939 es el propio papa Pío XII quien recibe en ceremonia solemne en el Vaticano a tres mil trescientos legionarios en el marco de una gira de celebración de la victoria por Alemania e Italia (el día antes habían desfilado para Mussolini), delegación encabezada por el ministro Ramón Serrano Suñer. El pontífice bendijo a las tropas franquistas y afirmó que habían sido "los defensores de la fe y de la civilización".
Julio Caro Baroja hizo el siguiente juicio sobre el papel de la Iglesia en la zona nacional en su obra pionera sobre el anticlericalismo en España publicada en 1980:

Lo malo..., lo malo es que en la España "nacional" la Iglesia colaboró demasiado en la tarea justiciera que se habían impuesto los militares. Sí: había demasiados clérigos y frailes en la cárceles y en las capillas procurando que los condenados a muerte abjuraran de sus errores, predicando con violencia a los vencidos, cantando glorias, acusando y despreciando. La Iglesia no puso freno a sus hijos hispanos inflamados de odio sacro. Sí: hemos visto demasiados curitas y frailes con la boina roja y las dos estrellas de teniente marchando con el jacarandoso contoneo del vencedor.

## La Iglesia católica en la zona republicana

### La persecución religiosa

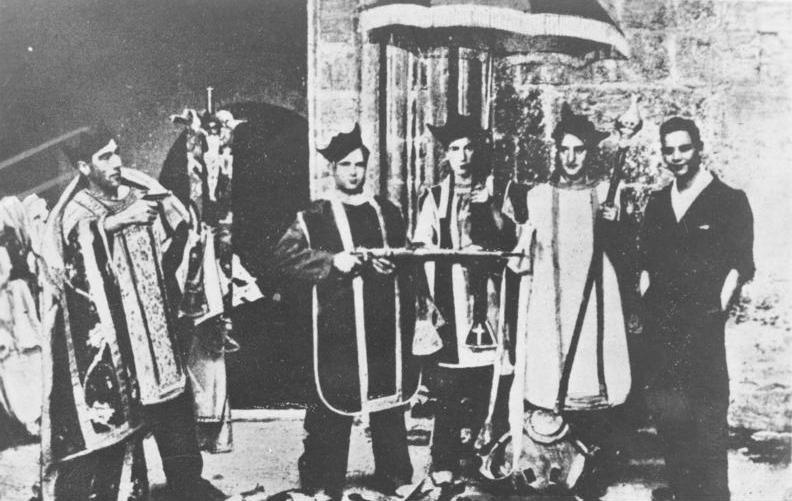
Milicianos vestidos con ropas litúrgicas tras el saqueo de una iglesia. Madrid, 1936

Sobre todo durante los primeros meses de la guerra en la zona republicana se desató una «salvaje persecución religiosa» con asesinatos, incendios y saqueos cuyos autores fueron «los extremistas, los incontrolados y los delincuentes comunes salidos de las cárceles que se les sumaron», todo ello inmerso en la ola de violencia desatada contra las personas y las instituciones que representaban el «orden burgués» que quería destruir la Revolución social española de 1936 que se produjo en la zona donde el alzamiento militar fracasó. «Durante varios meses bastaba que alguien fuera identificado como sacerdote, religioso o simplemente cristiano militante, miembro de alguna organización apostólica o piadosa para que fuera ejecutado sin proceso.» Los revolucionarios opuestos al golpe militar equiparaban a la Iglesia española con la derecha. Ante esta barbarie, durante la que también se saqueó y prendió fuego a iglesias, conventos y monasterios, la Iglesia confió en los sublevados para defender su causa y «devolver la nación al seno de la Iglesia».
En cuanto al número de víctimas las autoridades del bando sublevado hablaron de «400 000 hermanos nuestros martirizados por los enemigos de Dios» o de «centenares de miles» de «víctimas cobardemente asesinadas, en primer término por su fe religiosa». Un folleto de propaganda franquista editado en París en 1937 cifró el número en 16 750 sacerdotes y el 80 % de los miembros de las órdenes religiosas. Estas cifras se mantuvieron como las oficiales durante las dos primeras décadas de la dictadura franquista, hasta que en 1961 el sacerdote Antonio Montero Moreno (que después sería obispo de Badajoz) publicó el primer estudio sistemático y serio que se había realizado hasta entonces, citando por sus nombres a las víctimas. Según ese estudio titulado Historia de la persecución religiosa en España 1936-1939 fueron asesinados en la zona republicana 12 obispos, 4184 sacerdotes seculares, 2365 religiosos y 263 monjas. En el libro Montero Moreno afirma: «En toda la historia de la Iglesia universal no hay un solo precedente, ni siquiera en las persecuciones romanas, del sacrificio sangriento, en poco más de un semestre, de doce obispos, cuatro mil sacerdotes y más de dos mil religiosos.» Por otro lado el libro de Montero "interpreta la historia de la República en clave antimasónica... y aunque no llega a afirmar que la masonería es un instrumento de la conspiración judía, destaca el papel de los judíos en ella, y asegura que la quema de conventos de mayo de 1931 obedecía a una consigna de judíos y masones".
Queda pendiente conocer el número de los seglares católicos que fueron asesinados no por lo que supuestamente hubieran hecho individualmente sino por pertenecer a una asociación confesional católica o meramente por ser católicos practicantes, "tarea mucho más laboriosa y delicada, porque se entremezclan las razones religiosas con las políticas o, como en muchos casos sucedió, con simples venganzas personales. La razón principal de esta confusión fue la pretensión del franquismo de presentar a todos los muertos de su bando como caídos por Dios y por España". Nada más terminar la guerra las autoridades franquistas abrieron un macroproceso llamado Causa General que englobaba todos los crímenes cometidos por los "rojos". Se acumularon declaraciones e interrogatorios que ocuparon miles de legajos, "pero finalmente [la Causa General] se arrinconó sin hacer uso de lo averiguado porque los resultados obtenidos fueron muy inferiores a las expectativas".
Lo que las investigaciones posteriores a la de Montero Moreno han aclarado es que el mayor número de asesinatos se produjo entre julio y septiembre de 1936 cuando los miembros del clero eran apresados y ejecutados sin ningún tipo de juicio. A partir de la última fecha comenzaron a funcionar los tribunales populares bajo el impulso del nuevo gobierno de Largo Caballero, que dieron unas mínimas garantías jurídicas a los detenidos y las condenas solían acabar con penas de prisión y no con la muerte. Tras los sucesos de mayo de 1937 y la formación del gobierno de Juan Negrín, en el que el Ministerio de Justicia fue ocupado por el católico del Partido Nacionalista Vasco Manuel de Irujo, cesaron completamente los asesinatos, y la mayoría de los sacerdotes que estaban en prisión fueron puestos en libertad. Sin embargo, la prohibición del culto público católico continuó, así como otras medidas revolucionarias. Solo al final de la guerra, con la desbandada del ejército republicano hacia la frontera francesa, volvieron a producirse nuevas víctimas entre los miembros del clero, entre las que destaca el obispo de Teruel Anselmo Polanco Fontecha. Así pues, según el historiador y monje benedictino Hilari Raguer, «no se puede negar la trágica realidad de las matanzas del verano del 36, pero es confusionario pretender que el terror hubiera durado hasta el final de la guerra».
En cuanto a las causas alegadas por los revolucionarios para los asesinatos del clero la más frecuente fue que desde las iglesias y los campanarios se había disparado contra las milicias leales a la República o contra «el pueblo», una afirmación de la que no se pudo demostrar ni un solo caso, pero que los miembros de los comités revolucionarios creían firmemente porque se identificaba a la Iglesia con las derechas, haciendo caso de discursos anticlericales de determinados periódicos. Por ejemplo, el diario de la CNT Solidaridad Obrera justificó la matanza de los hermanos de San Juan de Dios del Hospital de San Pablo de Barcelona con la nunca probada afirmación de que estos habían administrado intencionadamente inyecciones letales a los enfermos o heridos.
Las autoridades republicanas (especialmente los gobiernos autónomos de Cataluña y del País Vasco) intentaron evitar los asesinatos de sacerdotes y religiosos, y en general de las personas de derechas y de militares. En el País Vasco, el gobierno de José Antonio Aguirre consiguió dominar la situación y allí no hubo persecución religiosa. En Cataluña, a pesar de que el poder efectivo lo tenían los cientos de comités revolucionarios fundamentalmente anarquistas que habían surgido tras la derrota de la sublevación del 19 de julio, la Generalidad presidida por Lluís Companys consiguió poner a salvo a miles de personas de derechas amenazadas, y entre ellas numerosos sacerdotes (empezando por la cabeza de la Iglesia en Cataluña, el arzobispo de Tarragona Vidal y Barraquer, que había sido detenido por un grupo de milicianos) y religiosos (entre ellos 2142 monjas), concediéndoles pasaportes y fletando barcos franceses e italianos para que pudieran huir al extranjero. Precisamente las autoridades y los políticos catalanes que más habían participado en esta tarea también tuvieron que abandonar Cataluña a causa de las amenazas que recibieron de los comités anarquistas, como fue el caso del diputado de Unión Democrática de Cataluña Manuel Carrasco Formiguera, que acabaría siendo fusilado por los franquistas. Otra de las personas que destacó en Cataluña en la labor de salvar a eclesiásticos y a personas de derechas en el verano de 1936 fue el sindicalista anarquista moderado Joan Peiró, que sería ministro de Industria en el gobierno de Largo Caballero. Peiró escribió en aquellos meses iniciales de la guerra numerosos artículos en el periódico Llibertat de Mataró, en los que denunció los asesinatos de «sacerdotes y religiosos únicamente porque lo eran». Peiró, como Carrasco Formiguera, acabó siendo fusilado por los franquistas. Por otro lado, el dirigente nacionalista vasco Manuel Irujo cuando visitó Barcelona manifestó por la radio que la persecución religiosa que se estaba produciendo era indigna de la tradición democrática de Cataluña. Y el lendakari José Antonio Aguirre, en el discurso que pronunció ante las Cortes españolas reunidas en Madrid para aprobar el Estatuto de Autonomía del País Vasco, dijo:

Condenamos con toda energía -pues no tenemos más remedio que condenar, aunque comprendamos muchas veces los excesos propios de las muchedumbres- todo lo que suponga la quema de nuestras iglesias, donde quiera que ellas se encuentren, porque nuestra fe tiene ámbitos universales, así como la muerte de personas por el solo hecho de tener cierto carácter y una determinada significación

Sin embargo, a pesar de todas estas iniciativas, la Iglesia y el culto católico en la zona republicana, excepto en el País Vasco, habían desaparecido. En un informe interno presentado ante el Consejo de Ministros el 7 de enero de 1937, el ministro católico sin cartera del PNV, Manuel Irujo, denunció que en el «territorio leal» «todas las iglesias se han cerrado al culto, el cual ha quedado total y absolutamente suspendido» (y «en las iglesias han sido instalados depósitos de todas clases, mercados, garajes, cuadras, cuarteles, refugios...») y «una gran parte de los templos, en Cataluña con carácter de normalidad, se incendiaron», además de que «los altares, imágenes y objetos de culto, salvo muy contadas excepciones, han sido destruidos, los más con vilipendio». Asimismo, afirmaba Irujo, «todos los conventos han sido desalojados y suspendida la vida religiosa en los mismos» y «sus edificios, objetos de culto y bienes de todas clases fueron incendiados, saqueados, ocupados o derruidos». «Sacerdotes y religiosos han sido detenidos, sometidos a prisión y fusilados sin formación de causa por miles, hechos que, si bien amenguados, continúan aún, no tan solo en la población rural, donde se les ha dado caza y muerte de modo salvaje, sino en las poblaciones. Madrid y Barcelona y las restantes grandes ciudades suman por cientos los presos en sus cárceles sin otra causa conocida que su carácter de sacerdote o religioso». Por último, Irujo denunciaba que se había llegado a la prohibición absoluta de imágenes y objetos de culto en las casas particulares y que cuando la policía efectuaba registros en ellas, destruía «con escarnio y violencia imágenes, estampas, libros religiosos y cuanto con el culto se relaciona o lo recuerde». Acabado su informe, Irujo pidió al resto de miembros del gobierno de Largo Caballero que aprobaran el restablecimiento de la libertad de conciencia y de la libertad de cultos reconocida en la vigente Constitución de 1931, pero su propuesta fue rechazada por unanimidad por entender que la opinión pública lo desaprobaría debido al alineamiento de la Iglesia católica con el bando sublevado.

### El País Vasco, la excepción

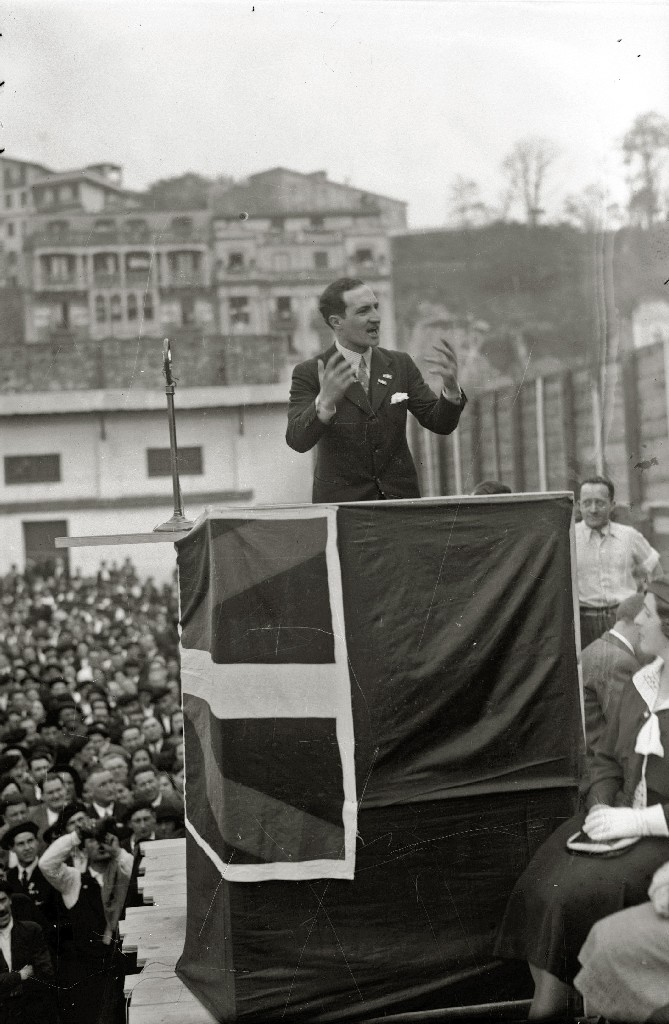
José Antonio Aguirre durante un discurso en el Aberri Eguna de 1933 celebrado en San Sebastián.

En el País Vasco republicano no hubo persecución religiosa (aunque en los primeros momentos algunos sacerdotes fueron asesinados por extremistas de izquierda), ninguna iglesia fue incendiada ni clausurada y el culto católico se desarrolló con normalidad. La razón fue que el Partido Nacionalista Vasco (PNV), un partido católico, no se sumó al movimiento militar sino que permaneció fiel a la República (un miembro del PNV, Manuel Irujo, se incorporó al gobierno de Largo Caballero en septiembre de 1936 como ministro sin cartera, y el 1 de octubre las Cortes españolas de la República aprobaron el Estatuto de Autonomía del País Vasco, formándose a continuación un gobierno vasco presidido por el peneuvista José Antonio Aguirre). De hecho, en el País Vasco en las primeras semanas de la guerra diecisiete sacerdotes vascos nacionalistas fueron asesinados por los «nacionales», y no por los «rojos», por ser «separatistas», lo que motivó la expulsión de la «España nacional» del obispo de Vitoria Mateo Múgica Urrestarazu, por haber protestado hasta la Junta de Defensa Nacional del bando sublevado. La represión que los sublevados ejercieron en el País Vasco recién ocupado también incluyó a numerosos sacerdotes vascos «separatistas» que fueron encarcelados por el delito de «rebelión».

### El intento de reapertura de las iglesias católicas por el gobierno de Juan Negrín (1937-1939)
En el gobierno que formó el socialista Juan Negrín tras los sucesos de mayo de 1937, el católico y nacionalista vasco Manuel Irujo ocupó el Ministerio de Justicia, que era el departamento que tradicionalmente en España se ocupaba de los asuntos religiosos. El encargo que recibió Irujo de Negrín fue que normalizara la vida religiosa en la zona republicana (Negrín «deseaba normalizar todos los aspectos de la retaguardia republicana, así como contrarrestar la pésima imagen que de la República habían dado internacionalmente las matanzas de curas y los incendios de iglesias»). El primer fruto de la nueva política fue la tolerancia al culto doméstico, por lo que las misas y otras ceremonias piadosas celebradas en casas particulares ya no fueron perseguidas ni, con algunas pocas excepciones, daban lugar a detenciones, a pesar de que en ocasiones se convertían en reuniones favorables a los sublevados, se rezaba por la victoria de Franco o servían para que los miembros de la quinta columna establecieran contacto (especialmente en Madrid).
En cuanto al restablecimiento del culto público, el Gobierno se encontró con la rotunda oposición de los anarquistas y también de algunos católicos republicanos (como los miembros de Unión Democrática de Cataluña) y de las autoridades eclesiásticas, que pensaban que las iglesias no se podían reabrir sin más olvidando los asesinatos y los incendios de los primeros meses de la guerra, además de que todo ello se podría convertir en un instrumento de la propaganda republicana. Tras la proclamación de la libertad de conciencia en uno de los «13 puntos de Negrín» proclamados el 1 de mayo de 1938, en agosto el Gobierno envió en secreto a Roma a un eclesiástico de confianza del cardenal Vidal y Barraquer para que hiciera saber a la Santa Sede su propósito de normalizar la vida eclesiástica y reconciliarse con la Iglesia (en la carta que envió al secretario de Estado del Vaticano declaraba «el deseo sincero y ardiente» del Gobierno de la República de «normalizar el restablecimiento del culto público, el regreso de los sacerdotes a sus parroquias y aun el regreso del eminentísimo metropolitano [el cardenal Vidal y Barraquer], a quien se le darían todas las garantías convenientes y se le tendrían todas las consideraciones y honores correspondientes a su altísima dignidad», y, por último, se hablaba de la voluntad del Gobierno de restablecer de hecho las relaciones diplomáticas entre la República y la Santa Sede). La respuesta de la Santa Sede fue evasiva, sin comprometerse en nada, aunque dejaba la puerta abierta si la situación de la Iglesia en la zona republicana seguía mejorando.
Un nuevo gesto de reconciliación con la Iglesia se produjo el 17 de octubre de 1938, cuando cuatro ministros del Gobierno (Manuel Irujo, Julio Álvarez del Vayo, Paulino Gómez y Tomás Bilbao) presidieron el entierro católico del oficial vasco capitán Vicente Eguía Sagarduy muerto en combate, al que se le dio gran publicidad en la prensa y que tuvo gran impacto a nivel internacional. «Aquel día los ciudadanos que pasaban por el paseo de Gracia vieron atónitos una comitiva formada por un sacerdote revestido de alba y capa pluvial y cubierto con el bonete, precedido de un acólito que vestía sotana y roquete y empuñaba una gran cruz alzada». El paso siguiente fue la creación, el 8 de diciembre de 1938, del Comisariado de Cultos de la República, encargado de proteger la libertad religiosa y de cultos, al frente del cual Negrín nombró a un colega católico y amigo suyo Jesús María Bellido Golferichs, que aceptó el cargo «cumpliendo un deber de católico». Pero el culto público no tuvo tiempo para ser restablecido a causa de la ofensiva de Cataluña que lanzó el generalísimo Franco el 23 de diciembre de 1938 y la que en solo mes y medio ocupó toda Cataluña. Así pues, la reapertura de los templos católicos en Cataluña no fue obra de la República, sino que la trajeron las tropas de Franco (cuando ya se habían hecho los preparativos para reabrir al culto una de las capillas de la catedral de Tarragona, los sublevados entraron en la ciudad el 15 de enero).